# عزت‌الله فولادوند
عزت‌الله فولادوند (متولد ۵ دی ۱۳۱۴ در اصفهان)، نویسنده و مترجم ایرانی، و مترجم آثار فیلسوفان صاحب‌نام در ایران است.

## زندگی
عزت‌الله فولادوند در سال ۱۳۱۴ در شهر اصفهان به دنیا آمد. پدرش غلامرضا فولادوند قاضی دادگستری بود. پدرش دوره‌ای استاندار خوزستان و دوره‌ای هم استاندار فارس بود. مدتی هم رئیس کل ثبت بود. پدرش نمایندهٔ دورهٔ هفدهم مجلس شورای ملی هم بود. پدربزرگش عزیزالله‌خان فولادوند از رجال سیاسی و نمایندهٔ مجلس شورای ملی بود.
او پس از گذراندن تحصیلات پایه در تهران، ابتدا جهت ادامهٔ تحصیل به انگلستان رفت و به علت برخی مشکلات دوباره به ایران بازگشت و دورهٔ دبیرستان را به پایان رسانید. سپس به پاریس رفت و در آنجا به مدت دو سال مشغولِ تحصیل در رشتهٔ پزشکی شد. پس از مطالعهٔ کتابِ مسائل فلسفه اثر برتراند راسل پزشکی را رها کرد و برای تحصیلِ دانشِ فلسفه عازمِ آمریکا شد و دوره‌های کارشناسی و کارشناسی ارشد و دکترای فلسفه را در دانشگاه کلمبیا گذراند. از استادان او می‌توان به آرتور دانتو، رابرت کامینگ و سیدنی مورگن بسر اشاره کرد.
عزت‌الله فولادوند از سال ۱۳۴۳ تا ۱۳۵۹ در سمتهای مختلف در شرکت ملی نفت ایران و وزارت امور اقتصادی و دارایی مشغول به کار بوده‌ است. در کنار فعالیت‌های شغلی، به فعالیت‌های فرهنگی نیز پرداخت و چندین ترجمه از او در همان سال‌ها منتشر شد. ترجمهٔ کتاب‌های «فلسفه کانت» و «آگاهی و جامعه»، به ترتیب در دوره‌های هشتم و نهم کتاب سال جمهوری اسلامی ایران برگزیده شده‌اند.

## فولادوند دربارهٔ مترجم و ترجمه

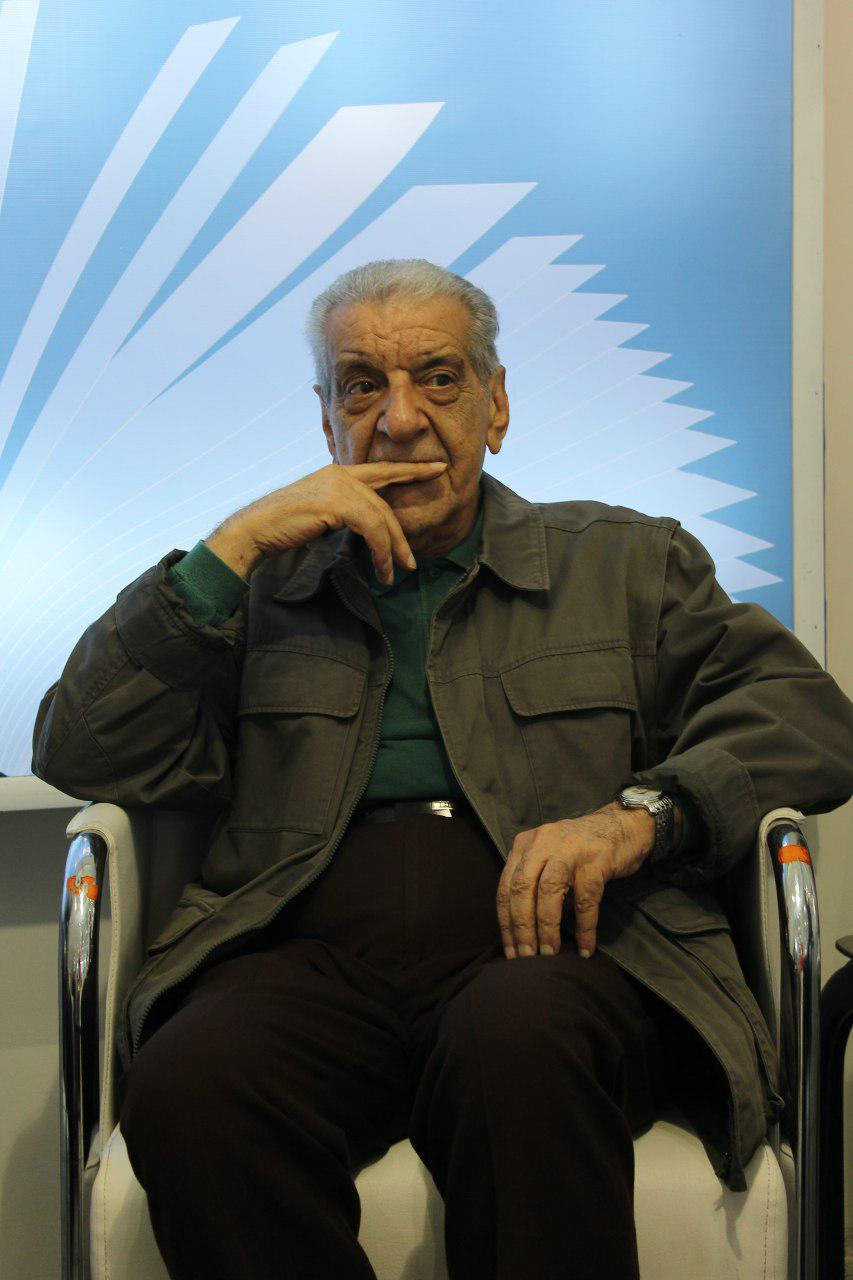
فولادوند در سی‌امین نمایشگاه بین‌المللی کتاب تهران، غرفهٔ خانهٔ کتاب؛ ۱۸ اردیبهشت ۱۳۹۶

«یکی از اعتقادات من در زمینهٔ برگرداندن آثار زبان‌های دیگر به زبان فارسی این بوده‌ است که ترجمه باید تا حد امکان به متن اصلی وفادار باشد و مترجم باید از مبهم‌گویی یا شیرین‌زبانی خودداری کند و آنچه را نویسندهٔ اصلی واقعاً در ذهن داشته و روی کاغذ آورده، به نحوی به زبان فارسی برگرداند که با روح زبان فارسی منطبق باشد. ممکن است در انتقال بسیاری از واژه‌ها، تعبیرات و اصطلاحاتی که همواره وارد فلسفه می‌شوند، بعضی اشکالات پیش بیاید؛ اما، به نظر من این نباید دلیل بر این باشد که روح زبان فارسی از متنی به کلی غایب شود و رخت بر بندد … به هر حال، آنچه حتماً باید در نظر داشت و معمولاً از آن غفلت می‌شود گنجینهٔ پهناور و گرانبهای ادب فارسی و آثار حکمای فارسی‌زبان است. برای بسیاری از اصطلاحاتِ مشکل آفرینِ علوم انسانی و فلسفهٔ غرب با کندوکاو و حوصله می‌شود معادل‌های زیبا در زبان ما پیدا کرد. زبان فارسی زبانِ پر سابقه و ورزش کرده‌ای است که قرن‌ها با مشکلات علمی دست و پنجه نرم کرده‌است. ما نباید بی اطلاعی و کاهلی خودمان را به حساب فقر زبان فارسی بگذاریم.»
«مبانی فکری من نه تنها در کارهایی که ترجمه کرده‌ام آشکار است، بلکه در مقدمه‌هایی که بر کارهایم نوشته‌ام نیز کاملاً مشهود است و خواننده می‌تواند آن را به روشنی درک کند.»
«چیزی که برای من کاملاً روشن است این است که در هر نوشتهٔ جدی، چه در زمینهٔ ادبیات و چه فلسفه، بین نص و روح متن رابطهٔ محکم وجود دارد و طبعاً اگر این رابطه گسسته شود، به فهم ما از آنچه می‌خوانیم لطمهٔ شدید می‌زند… یکی از مهم‌ترین مورد امانت داری، پای بندی به لحن اصلی نوشته‌است… در اهمیت لحن همین بس که در زندگی کمترین عاملی همچون لحنِ آنچه می‌شنویم یا می‌خوانیم احتمال دارد در احساسات ما تأثیر بگذارد… وظیفهٔ مترجم است که لحنِ نوشتهٔ اصلی را در ترجمه رعایت کند تا بتواند همان واکنش روانی و عاطفی و فکری‌ای را که نویسنده در زبان مبدأ به وجود آورده، در خوانندهٔ زبان مقصد ایجاد کند.»
«ممکن است صاحب نظران پس از غور و دقت به این نتیجه برسند که ترجمهٔ موجود از فلان اثرِ ارزنده، خوب نیست و بخواهند ترجمهٔ بهتری از آن در دست باشد [...یا] به نظر برسد که ترجمه یا ترجمه‌های موجود اگر چه درست، ولی متعلق به گذشته‌اند و زبان و بیانشان به دل نسل کنونی نمی‌نشیند، یا اکنون اصطلاح‌ها و تعبیرهای بهتری پیدا شده و نیاز به ترجمه‌های جدید داریم. در این صورت اقدام به ترجمه مجدد کار درستی است، البته اگر با علم و آگاهی و خوب انجام گیرد.»
«من فقط چیزی را ترجمه می‌کنم که احساس کنم خواندنش برای هموطنانم مهم است و خودم آن را دوست داشته باشم. من دو اعتقاد بزرگ در زندگی دارم. یکی اینکه هر بلایی که به سر ما مردم در این سرزمین می‌آید از نادانی یا علم ناقص است؛ دوم اینکه هرچه در زمینهٔ دانش و هنر از آثار بزرگ دنیا از راه ترجمه اخذ کنیم باز هم کم است… کسی که نتواند این معانی را به هموطنانش منتقل کند و به فکر وادارشان کند و احیاناً انسان ترشان کند، … بیخود اسم خودش را مترجم می‌گذارد.»
«پیشنهادم به اهل قلم این است که تا چیزی را نفهمیده‌اید و در ذهنتان پخته نکرده‌اید ننویسید و ترجمه نکنید… بدیهی است دانش پیوسته در پیشرفتند و ما برای بیان معانیِ جدید به واژه‌ها و تعبیرهای نو نیازمندیم. اما این احتیاج جواز مغلق گویی و کاربرد لغات وحشی و غریب نیست. اگر چنین بود، می‌بایست نام مترجم و نویسنده را از ما برمی‌داشتند و می‌گفتند مکانیک یا تکنیسین زبان.»
«بسیاری از اوقات مترجمان ما پیرو پسندِ روز می‌شوند و آنچه احساس می‌کنند در افکارِ عمومیِ غرب و طبقه کتابخوان و تحصیل‌کرده و به تبع آن مردمِ عادی مغرب زمین مطرح است، در اینجا [ایران] قابل طرح است. اشکال این کار این است که طرحِ این مطالب برای غربی‌ها ابتدا به ساکن نیست و آنها از مقدمات لازم آگاه‌اند ولی برای بسیاری از هموطنان ما اینطور نیست.»

## آثار[۹]
- اریش فروم، گریز از آزادی، ت‍ه‍ران: امیرکبیر، کتاب‌های جیبی: مؤسسه انتشارات فرانکلین‏‫، ۱۳۴۸. ‬‬ برندهٔ جایزهٔ ترجمهٔ ممتاز در رشتهٔ علوم اجتماعی پیشرفته از سازمان آموزشی و علمی‌وفرهنگی سازمان ملل متحد یونسکو (۱۳۵۰).
- کانر کروز اوبراین، آلبر کامو، تهران: خوارزمی، ۱۳۴۹.
- هانا آرنت، خشونت، تهران: خوارزمی، ۱۳۵۹.
- هانا آرنت، انقلاب، تهران: خوارزمی، ۱۳۶۱.
- جرج اورول، به یاد کاتالونیا، تهران: خوارزمی، ۱۳۶۱.
- اریش فروم، آیا انسان پیروز خواهد شد؟: حقیقت و افسانه در سیاست جهانی، تهران: مروارید، ۱۳۶۲.
- سی. ایچ. داد، رشد سیاسی، تهران: نشر نو، ۱۳۶۳.
- گراهام گرین، امریکایی آرام، تهران: خوارزمی، ۱۳۶۳.
- کارل پوپر، جامعهٔ باز و دشمنان آن، تهران: خوارزمی، ۱۳۶۴–۱۳۶۹ (چهار جلد)، تچدیدچاپ (یک جلد)، ۱۳۷۷.
- اشتفان کورنر، فلسفهٔ کانت، تهران: خوارزمی، ۱۳۶۷. برندهٔ جایزهٔ کتاب سال ۱۳۶۹ جمهوری اسلامی ایران در فلسفه.
- هنری استیوارت هیوز، آگاهی و جامعه، تهران: س‍ازم‍ان ان‍ت‍ش‍ارات و آم‍وزش ان‍ق‍لاب اس‍لام‍ی، ۱۳۶۹. برندهٔ جایزهٔ کتاب سال ۱۳۷۰ جمهوری اسلامی ایران در علوم اجتماعی.
- ود مهتا، فیلسوفان و مورخان: دیدار با متفکران انگلیس، تهران: خوارزمی، ۱۳۶۹.
- براین مگی، فلاسفهٔ بزرگ: آشنایی با فلسفهٔ غرب، تهران: خوارزمی، ۱۳۷۲.
- کوئنتین اسکینر، ماکیاولی، تهران: طرح نو، ۱۳۷۲.
- امری جورج، جرج لوکاچ، تهران: م‍رک‍ز ن‍ش‍ر س‍م‍ر، ۱۳۷۲.
- فردریش دورنمات، قول، تهران: طرح نو ۱۳۷۲؛ تجدیدچاپ، تهران: فرهنگ جاوید، ۱۳۹۶.
- جرج ولوارث، فریدریش دورنمات، تهران: نشانه: دفتر ویراسته‏‫، ۱۳۷۲؛ تجدیدچاپ، تهران: فرهنگ جاوید، ۱۳۹۶.
- ج.پ. استرن، نیچه، تهران: طرح نو، ۱۳۷۳.
- فرانتس نویمان، آزادی و قدرت و قانون، گ‍ردآوری و وی‍رای‍ش و پ‍ی‍ش‍گ‍ف‍ت‍ار از ه‍رب‍رت م‍ارک‍وزه، تهران: خوارزمی، ۱۳۷۳.
- جان جی. کینی، افلاطون، تهران: طرح نو، ۱۳۷۳.
- جان پلامنانتس، ایدئولوژی، تهران: علمی‌وفرهنگی، ۱۳۷۳.
- هنری استیوارت هیوز، راه فروبسته: اندیشهٔ اجتماعی در فرانسه در سال‌های درماندگی ۱۹۳۰–۱۹۶۰، تهران: علمی‌وفرهنگی، ۱۳۷۳.
- مارتا نوسباوم، ارسطو، تهران: طرح نو، ۱۳۷۴.
- کارل یاسپرس، زندگینامهٔ فلسفی من، تهران: ن‍ش‍ر و پ‍ژوه‍ش ف‍رزان روز، ۱۳۷۴.
- براین مگی، مردان اندیشه: پدیدآورندگان فلسفه معاصر، تهران: طرح نو، ۱۳۷۴.
- هنری استیوارت هیوز، هجرت اندیشهٔ اجتماعی، ۱۹۳۰–۱۹۶۵، تهران: طرح نو، ۱۳۷۶.
- جرمی شیرمر، اندیشهٔ سیاسی کارل پوپر، تهران، طرح نو، ۱۳۷۷.
- پیتر سینگر، هگل، تهران: طرح نو، ۱۳۷۹.
- کارل یاسپرس، نیچه و مسیحیت، تهران، س‍خ‍ن: ش‍ه‍اب، ۱۳۸۰.
- باربارا تاکمن، برج فرازان، تهران: سخن، ۱۳۸۰. برندهٔ عنوان کتاب ممتاز سال ۱۳۸۰ جمهوری اسلامی ایران.
- راجر سالیوان، اخلاق در فلسفهٔ کانت، تهران: طرح نو، ۱۳۸۰.
- هانس‌گئورگ گادامر، آغاز فلسفه، تهران: هرمس، ۱۳۸۲.
- فردریش فون هایک، در سنگر آزادی، تهران: ل‍وح ف‍ک‍ر، ۱۳۸۲.
- آیزایا برلین، آزادی و خیانت به آزادی: شش دشمن آزادی بشر، تهران: ماهی، ۱۳۸۷.
- آیزایا برلین، قدرت اندیشه، تهران: ماهی، ۱۳۹۲.

#### گزیده و نوشته و ترجمه
- هانا آرنت و دیگران، خرد در سیاست، تهران: طرح نو، ۱۳۷۶.
- سی. ایچ. داد و دیگران، مراحل و عوامل و موانع رشد سیاسی، تهران: ماهی، ۱۳۸۶.
- ماریو بارگاس یوسا و دیگران، فلسفه و جامعه و سیاست، تهران: ماهی، ۱۳۸۷.

#### ارج‌نامه
- جمعی از مؤلفان و مترجمان، در جست‌وجوی خرد و آزادی، تهران: مینوی خرد‏‫، ۱۳۹۶. ‬

#### منتشرنشده
- هانا آرنت، کارل مارکس و سنّت اندیشه سیاسی غرب، تصحیح و ویرایش و ترجمه، تهران: ماهی، ۱۳۸۷.
- ج‍ان ه‍اس‍پ‍رس و دیگران، فلسفهٔ هنر (مجموعه مقالات)، تهران: مینوی خرد، ‏‫۱۳۹۴. ‭‬

## پیوند به برون
- سخنرانی دربارۀ هانا آرنت در شبهای بخارا
- فولادوند به منزل بازگشت همشهری آنلاین
- نظری تاریخی به اسلام و دموکراسی لیبرال(۱)برنارد لوئیس پرس ایران
- فهرست آثار عزت‌الله فولادوند بی‌بی‌سی فارسی